# Mercedes F1 W06 Hybrid
La Mercedes F1 W06 Hybrid è una monoposto sportiva di Formula 1 realizzata dalla Mercedes, per partecipare al Campionato mondiale di Formula 1 2015. È stata la vettura sovrana della stagione 2015, eguaglia il numero di vittorie in una stagione 16 ottenuto dalla vettura dello scorso anno Mercedes F1 W05, completando il bottino dei risultati con 18 pole position, 13 giri veloci, 32 podi in una stagione e il record di 12 doppiette in gara, continuando di fatto il dominio Mercedes in F1.

## Livrea e sponsor
La vettura presenta la stessa colorazione della stagione precedente, grigia e verde-azzurra per via dello sponsor Petronas e il logo della Mercedes-Benz su sfondo nero nella zona del cofano motore. Nella livrea sono presenti i nuovi sponsor Epson e Boss. Durante la stagione vengono dipinti di nero i deflettori laterali.

## Stagione
Il team di Brackley conferma per la terza stagione consecutiva il duo formato da Lewis Hamilton e Nico Rosberg.
La scuderia si riconferma la vettura dominante tra quelle schierate in pista con 16 vittorie totalizzate sulle 19 gare totali (gli unici tre appuntamenti non conquistati sono il Gran Premio di Malesia, il Gran Premio di Ungheria ed il Gran Premio di Singapore tutti vinti da Sebastian Vettel con la Ferrari), grazie ad un maggior numero di piazzamenti nelle zone alte di classifica Hamilton riesce a mantenere un buon margine su Rosberg che nonostante raccolga sei pole position consecutive nelle ultime 6 gare non riesce a tenere aperte le speranze mondiali con il britannico che si laurea campione del mondo per la seconda volta consecutiva (la terza in totale con 3 gare di anticipo ad Austin) mentre la Mercedes si aggiudica il secondo titolo costruttori consecutivo con quattro turni d'anticipo a Sochi.
Alla fine della stagione il bilancio recita un dominio del team anglo-tedesco che totailizza 18 pole position, 13 giri veloci, 32 podi in una stagione e il record di 12 doppiette in gara suggellando la superiorità della Mercedes.

## Piloti
| Piloti ufficiali       | Piloti ufficiali | Piloti ufficiali |
| Nazione                | Nome             | Numero           |
| ---------------------- | ---------------- | ---------------- |
| Germania (bandiera)    | Nico Rosberg     | 6                |
| Regno Unito (bandiera) | Lewis Hamilton   | 44               |
| Piloti di riserva      |                  |                  |
| Nazione                | Nome             | Nome             |
| Germania (bandiera)    | Pascal Wehrlein  | Pascal Wehrlein  |

## Risultati F1
| Anno | Team     | Motore                    | Gomme | Piloti   |   |   |   |   |   |   |   |   |   |   |   |     |     |   |     |   |   |   |   | Punti | Pos. |
| ---- | -------- | ------------------------- | ----- | -------- | - | - | - | - | - | - | - | - | - | - | - | --- | --- | - | --- | - | - | - | - | ----- | ---- |
| 2015 | Mercedes | Mercedes PU106B Hybrid V6 | P     | Rosberg  | 2 | 3 | 2 | 3 | 1 | 1 | 2 | 1 | 2 | 8 | 2 | Rit | 4   | 2 | Rit | 2 | 1 | 1 | 1 | 703   | 1º   |
| 2015 | Mercedes | Mercedes PU106B Hybrid V6 | P     | Hamilton | 1 | 2 | 1 | 1 | 2 | 3 | 1 | 2 | 1 | 6 | 1 | 1   | Rit | 1 | 1   | 1 | 2 | 2 | 2 | 703   | 1º   |